# Заслужений працівник соціального захисту Республіки Білорусь
«Заслужений працівник соціального захисту Республіки Білорусь» — почесне звання.

## Порядок присвоєння
Присвоєння почесних звань Республіки Білорусь здійснює Президент Республіки Білорусь. Рішення щодо присвоєння
державних нагород оформляються указами Президента Республіки Білорусь. Державні нагороди, в тому числі
почесні звання, вручає Президент Республіки Білорусь або інші службовці за його вказівкою. Присвоєння почесних
звань РБ відбувається в урочистій атмосфері. Державна нагорода РБ вручається нагородженому особисто. У випадку
присвоєння почесного звання РБ з вручення державної нагороди видається посвідчення.
Особам, удостоєнних почесних звань РБ, вручають нагрудний знак.
Почесне звання «Заслужений працівник соціального захисту Республіки Білорусь» присвоюється високопрофесійним
працівникам організацій системи соціального захисту населення, які працюють в цій сфері п'ятнадцять і більше років, за заслуги в організації соціальної допомоги громадянам, їх пенсійного забезпечення, у вкоріненні різних форм і
видів доброчиності, у розвитку наукових досліджень в найважливіших напрямках соціального захисту населення.